# Fulque I de Anjou
Fulco I de Anjou "O vermelho" (870 - 940) foi o primeiro Conde Anjou, de 930 à 942, visconde de Angers de 898 a 930, de Tours de 898 a 909 e conde de Nantes de 909 a 919.

## Relações familiares
Foi filho de Ingelgário I de Anjou cujo nome também aparece grafado como Ingelgário I de Anjou (845 - 888) e de sua esposa Adelaide de Amboine (840 - 907), senhora de Amboise e de Châtillon. Foi neto paterno de Tertúlio de Anjou, Conde de Anjou (821-?) e Petronilha princesa do Sacro Império Romano (825-?). Casou com Rosela de Loches, senhora de Loches, filha de Guernério de Loches, senhor de Loches, de quem teve:
1. Ingelgário de Anjou (? - 927).
2. Guido de Anjou, Bispo dos Soissons.
3. Fulque II de Anjou "O bom", conde de Anjou e de Tours (900 - 11 de Novembro de 958), casou por duas vezes, a primeira com Gerberga do Maine e a segunda com N. da Bretanha[1].
4. Adele de Anjou (900 -?) casou com Gualtério de Valois (900 -?).